# Liptovský Trnovec
Liptovský Trnovec (Hongaars: Tarnóc) is een Slowaakse gemeente in de regio Žilina, en maakt deel uit van het district Liptovský Mikuláš.
Liptovský Trnovec telt 541 inwoners.